# Антимасонска изложба
Антимасонска изложба отворена је 22. октобра 1941. у Београду. Ова изложба била је припремљена као пропагандистичка изложба у служби Недићеве власти у Србији, а против Јевреја и масона. Изложбу су финансирали Немци.
За ову изложбу издате су 4 поштанске марке, штампано је 60.000 плаката, 200.000 брошура, 100.000 летака, 9 врста дописница у 108.000 комада, направљено је 176 биоскопских реклама. Верује се да је изложбу до затварања 19. јануара 1942. посетило око 80.000 људи, међу којима су и Милан Недић и неки његови министри.
Иако је по имену изложба била антимасонска, њен циљ је био промовисање антисемитских идеја и ширење мржње према Јеврејима. Неке поставку су биле намењене да дехуманизују Јевреје и оправдају истребљивање које су спроводили нацисти. Друге поставке су подсећале на антијеврејску пропаганду из времена Руске Империје и понављали су тврдње изнете у књизи Протоколи сионских мудраца. Изложбу су организовали бивши и тадашњи чланови фашистичког покрета Збор, а њен циљ је било разоткривање наводне јудеомасонске завере за владавину светом.

## Позадина
Силе Осовине су 6. априла 1941. напале Краљевину Југославију. Лоше наоружана и обучена, Југословенска војска је била брзо поражена. Држава је затим распарчана, а Вермахт је образовао територију Територије војноуправног команданта Србије. Територија је обухватала највећи део данашње уже Србије, уз северни део Косова (око Косовске Митровице) и Банат. Ово је био једини део окупиране Југославије у ком су Немци успоставили војну окупацију. То је учињено да се искоричне кључни железнички и водени путеви који су пролазили кроз њу, као и због важних сировина, као што су руде метала. Војни заповедник Србије је именовао марионетску Комесарску управу да води административне послове под немачким руководством и надзором". Немци су такође промовисали фашистички Југословенски народни покрет Збор, који је предводио Димитрије Љотић. У међувремену, радикални хрватски националиста и фашиста Анте Павелић. који је дуго био у егзилу у Мусолинијевој Италији, је именован поглавником усташке Независне Државе Хрватске. НДХ је објединила скоро целу данашњу Хрватску, целу Босну и Херцеговину и делове Србије у италијанско-немачки протекторат. Власти НДХ су спроводили геноцидну политику против Срба, Јевреја и Рома коју су живели у оквиру граница нове државе. Као резултат, појавила су се покрети отпора, српски ројалистички четници пуковника Драгољуба Михаиловића (који су до јесени 1941. почели ) и комунистички партизани, предвођени Јосипом Брозом Титом.
Немци су 29. августа 1941. именовали Владу народног спаса под генералом Миланом Недићем да замени краткотрајну Комесарску управу. Недић, предратни начелник генералштаба и министар војске повезан са Збором, је од пада Француске 1940. веровао да ће Немци победити у Другом светском рату и желео је да заштити српски народ од немачких одмазди сарађујући са Немцима. Такође је био и жестоки антикомуниста и антисемита. Због отпора Немцима, Врховна команда Вермахта је прогласила да ће за сваког убијеног немачког војника стрељати 100 Срба, а за сваког рањеног 50.
По заузимању Београда у априлу, Немци су наредили популацији од 12.000 београдских Јевреја да се пријаве окупационим властима. Усвојени су закони који су забрањивали Јеврејима разне активности на окупираној територији, од одласка у ресторане до вожње у трамвајима. Јеврејима је наређено да носе траку око руке на којом је црним словима било исписано реч Јеврејин. Неки пронемачки оријентисани Срби су оптуживали Јевреје да су били организатори војног пуча и демонстрација које су проузроковале инвазију сила Осовине на Југославију.

## Изложба
Антимасонску изложбу је организовао Лазар Прокић, шеф владиног одсека за пропаганду, уз финансијску помоћ Немаца. Значајан допринос изложби је дала група избеглих белих руских цртача стрипова који су за време Другог светског рата радили у недићевским и немачким пропагандним телима на графичком урећивању новина, али и цртању плаката.
Антимасонска изложба свечано је отворена 22. октобра 1941. у згради Гарашаниновој улици број 8, у којој се до рата налазило седиште Велике масонске ложе „Југославија“. Изложбу је отворио шеф државне пропаганде Ђорђе Перић. Међу званицама су били министри Велибор Јонић, Милош Радосављевић, Јосиф Костић и Јован Мијушковић, као и други квислиншки функционери Драги Јовановић, Владимир Велмар-Јанковић и Цветан Ђорђевић.